# Лангер, Франтишек

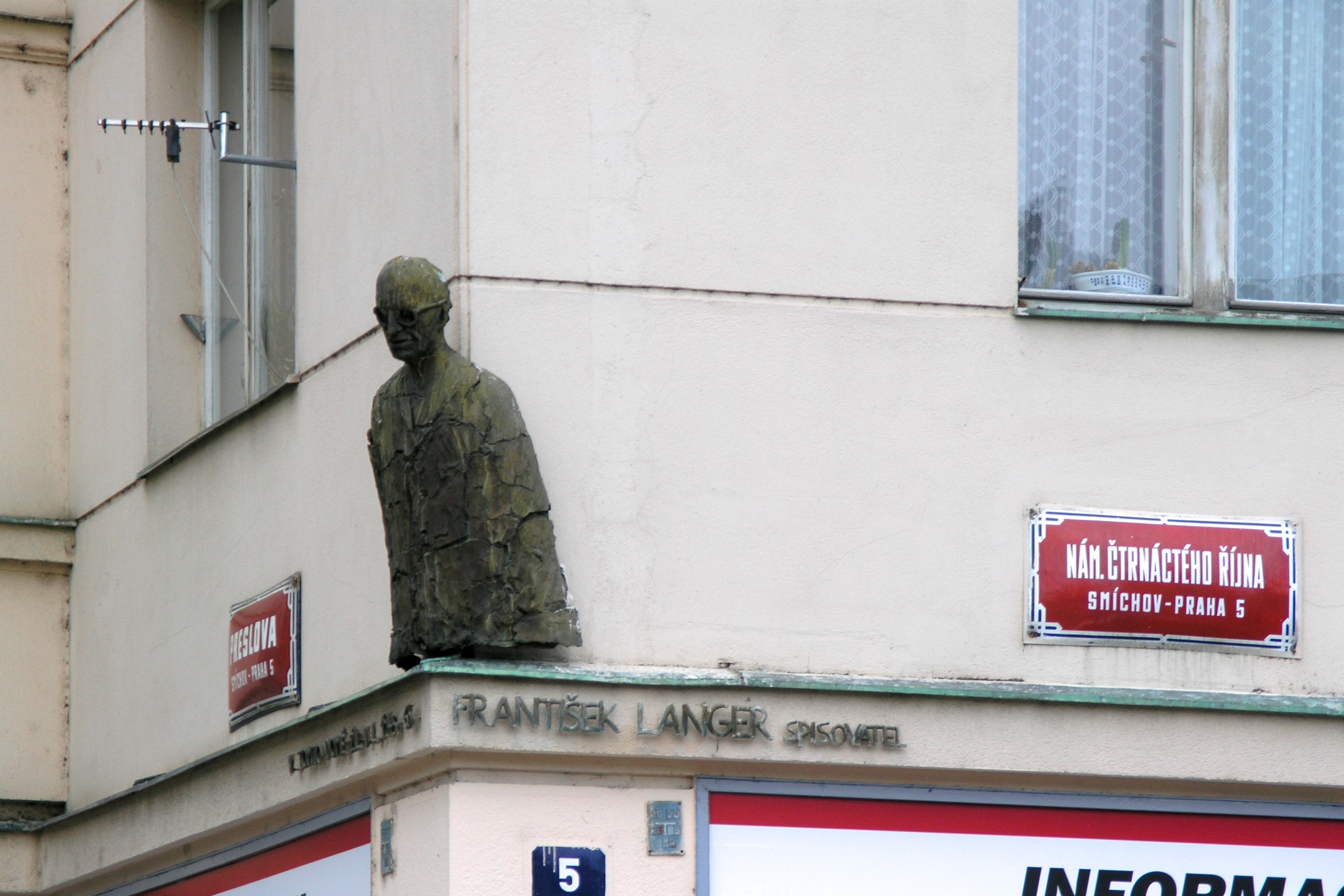
Бюст Ф. Лангера в Праге

Франтишек Лангер (чеш. František Langer; 3 марта 1888, Прага Австро-Венгрия — 2 августа 1965, там же, ЧССР) — чешский прозаик, драматург, публицист, военный врач. Народный художник ЧССР (1947).
Родной брат писателя Иржи Лангера. Двоюродный брат философа-марксиста Эрнеста Кольмана. Троюродный брат писателя Макса Брода.

## Биография
Родился в интеллигентной еврейской семье. После окончания гимназии, в 1907—1914 годах обучался на медицинском факультете Карлова университета. В то время сдружился с Ярославом Гашеком, был членом его сатирической Партии умеренного прогресса в рамках закона. В 1912—1914 годах редактировал ежемесячник «Umělecký měsíčník».
Участник Первой мировой войны. Служил военным врачом австро-венгерской армии на Галицийском фронте, где попал в 1916 году плен к русским. Был интернирован в Киеве, Царицыне, Поволжье. Впоследствии в 1917 году — военный врач в чехословацких легионах, с которыми прошёл путь от города Зборов до Сибири. Кроме медицины, помещал статьи и рассказы в военных изданиях.
После возвращения через Японию и Китай в Чехословакию в 1920 году продолжил службу армейским врачом. Сотрудничал с газетой «Лидове новины». В 1917—1937 годах был редактором сборника «Зборов» (чеш. «Zborov», пол. «Zborów»).
В 1939 году бежал через Польшу во Францию, где возглавлял медицинскую службу чехословацкой армии, после разгрома Франции занимал ту же должность в Англии. В 1944 году в составе чехословацкой бригады переправился в Европу, участвовал в боях при Дюнкерке. С 1945 года — бригадный генерал. После окончания Второй мировой войны в 1945 вернулся на родину.

## Творчество
Франтишек Лангер — прозаик, драматург, публицист. Автор драм, комедий, рассказов, эссе. Ряд произведений посвящён боевому пути чехословацких легионеров в 1917—1920 годах в России.
Начал публиковаться в газетах и журналах, ещё будучи гимназистом (Národní obzor, Přehled, Zlatá Praha, Lumír, Novina, Besedy času, Rudé květy, Večery, Národní listy, Jeviště, Divadlo, Rozpravy Aventina, Přítomnost, Čin, Světozor, Šibeničky, Cesta, Kmen, Literární noviny, Divadelní zápisník, Divadelní noviny, Dnešek и др.). Книжные дебюты — сб. рассказов «Золотая Венера» (1910) и драма «Святой Вацлав» (1912).
Мастер короткой формы. Один из ранних сборников прозы «Для чужого города» (1917) вышел во время пребывания автора в Иркутске. Некоторые рассказы сборников рассказов «Железный волк» (1920), «Мечтатели и убийцы» (1921) и детской книги «Собака второй роты» (1923) также посвящены чешским легионерам. Новелла «Продавец снов» из сборника «Мечтатели и убийцы» была написана ещё в начале 10-х годов и относится к ранним образцам чешской фантастики. В 20-е годы также вышли сборники прозы «Рассказы из предместья» (1926) и «Короче и длиннее» (1927). Некоторые рассказы этой книги также относятся к фантастике, равно как и единственный роман писателя «Чудо в семье» (1929).
Автор драм «Утро» (1917), трилогии о легионерах «Рыцари» (1920-1923), «Периферия» (1925, в том же году поставлена в Вене в Josefstädter Theater режиссёром М. Рейнхардтом), «Мёртвые ходят между нами» (1930), «Ангелы среди нас» (1931), «Конный разъезд» (1935), «Заключённая № 72» (1937), «Бронзовая рапсодия» (1958). Автор четырёх комедий: «Верблюд сквозь игольное ушко» (экранизирован, 1923), «Гранд-отель Невада» (1927), «Обращение Фердыша Пишторы» (1929) и «Искра в пепле» (1934).
В период меж двух войн пьесы Лангера ставились не только в Чехословакии, но и во многих других странах. Драматические сочинения писателя отличаются изобретательностью и динамичностью сюжета. Они принесли Лангеру европейскую и даже мировую известность и неоднократно экранизировались.
Лангер выпустил том мемуаров о межвоенном двадцатилетии «Были и было» (1963, расшир. переизд. в 1991 и 2003 гг.). Он — автор биографического очерка о своём брате, также писателе, Иржи Лангере, опубликованном в качестве предисловия к его сборнику хасидских легенд «Девять врат»
Лангер много писал для детей. Именно детские книги «Братство белого ключа» (1934) и «Дети и кинжал» (1942) были замечены и выпущены в СССР, причём вторая даже двумя изданиями. В 1964 г. году вышел в свет сборник «Филателистические рассказы», в 1969 г. выпущенный в СССР под названием «Розовый Меркурий». Переводчиком на русский язык выступил двоюродный брат Лангера — советско-чехословацкий философ-марксист Эрнест Кольман (в соавторстве с женой - Е. Концевой).

## Переводы на русский язык
- «Братство белого ключа» (1934) роман-детектив для детей — М.: Детгиз, 1959
- «Дети и кинжал» (1942) повесть-детектив для детей — М.: Гослитиздат, 1945. М.: Детгиз, 1950
- «Розовый Меркурий»: О чём рассказали марки. (1964) — М.: Связь, 1969. — 120 с.
- «Периферия. Драматургия, проза, мемуары» — М.: Издательство им. Н. И. Новикова, 2018

## Награды
- Народный художник ЧССР (1947)
- Орден Томаша Гаррига Масарика 2 степени (1965)